# Fungia cyclolites
Fungia cyclolites är en korallart som beskrevs av Jean-Baptiste Lamarck 1816. Fungia cyclolites ingår i släktet Fungia och familjen Fungiidae. IUCN kategoriserar arten globalt som livskraftig. Inga underarter finns listade i Catalogue of Life.